# Miguel Covarrubias
Pour les articles homonymes, voir Miguel Covarrubias (homonymie).
Miguel Covarrubias, né José Miguel Covarrubias Duclaud (22 novembre 1904, Mexico - 4 février 1957), est un peintre, caricaturiste mexicain, mais également un ethnologue et historien de l'art autodidacte.

## Biographie
Il fit des études à la Escuela Nacional Preparatoria. En 1924, grâce à une bourse du gouvernement mexicain, il s'installa à New York. Ses caricatures furent publiées dans les magazines The New Yorker, Vanity Fair et Fortune. Il exerça une influence sur d'autres caricaturistes comme Al Hirschfeld. Il épousa la danseuse Rosa Roland en 1930. Leur voyage de noces les conduisit en Indonésie, où ils s'intéressèrent à l'art et aux coutumes locales. Covarrubias retourna en Asie du Sud-Est en 1933, en tant que boursier de la fondation Guggenheim. De ce voyage il tira un ouvrage ethnographique intitulé The Island of Bali (1937), encore considéré de nos jours comme un ouvrage de référence sur le sujet.   
En 1935, le couple retourna s'établir au Mexique dans la maison familiale du village de Tizapan. Accompagné de son ami Diego Rivera, il commença à visiter une briqueterie à Tlatilco, près de Mexico, où il fit l'acquisition de statuettes préhispaniques que les ouvriers exhumaient au cours de leur travail. Ce fut le début d'une longue carrière de collectionneur d'antiquités mexicaines. En 1937, tout en continuant une carrière de caricaturiste, il conçut le projet d'écrire un livre sur le Mexique, qu'il mettrait plusieurs années à concrétiser sous le titre de Mexico South. Plusieurs voyages dans une région reculée, l'Isthme de Tehuantepec, le convainquirent d'en faire la matière première du futur livre. En 1939, il réalisa six cartes murales pour la Pacific House de l'Exposition internationale de San Francisco, dont cinq sont toujours visibles. Il sollicita et obtint une bourse de la Fondation John-Simon-Guggenheim pour mener à bien son projet de livre. 
Au cours de ses voyages dans les années 1940, son intérêt pour les anciennes cultures mexicaines prit le pas sur ses activités artistiques. De collectionneur il devint un archéologue autodidacte. En fréquentant le Musée national d'anthropologie de Mexico, il fit la connaissance de son directeur, Rubin de la Borbolla, qui lui confierait un poste d'enseignant à la Escuela Nacional de Antropología e Historia. Il visita les fouilles de Matthew Sterling sur le site de La Venta ainsi que les fouilles d'Alfonso Caso à Monte Alban. En 1942, il mena lui-même des fouilles officielles à Tlatilco.
La même année, il participa à la IIe Mesa Redonda de la Sociedad Mexicana de Antropología, une conférence tenue à Tuxtla Gutierrez, où avec d'autres archéologues il défendit le point de vue que la culture olmèque, comme on commençait à l'appeler, était la « culture-mère » des cultures indigènes du Mexique. Il se heurta à l'opposition virulente de Sylvanus Morley et d'Eric Thompson, qui plaçaient la culture olmèque à l'époque postclassique. L'antiquité de la culture olmèque ne fut définitivement reconnue que dans les années 1950 grâce à la datation au Carbone 14.
En 1946, eut lieu la publication souvent postposée de Mexico South, un ouvrage où voisinaient des descriptions ethnographiques de cultures indigènes modernes et les vues de Covarrubias sur les Olmèques. En 1946-1947, il se lança dans la muséographie et modernisa les salles du Musée national d'anthropologie de Mexico. Il participa également à de nouvelles fouilles à Tlatilco.
Il conçut l'idée d'un nouvel ouvrage en trois parties, qui couvrirait l'art indigène de l'Amérique du Nord, du Mexique et de l'Amérique centrale, et de l'Amérique du Sud. En 1950, sa carrière prit un nouveau tournant lorsque le directeur de l'Instituto Nacional de Bellas Artes, Carlos Chavez, lui offrit un poste de directeur artistique de l'académie de danse. Il produisit plusieurs ballets aux thèmes préhispaniques.
En 1954, il publia finalement la première partie de l'ouvrage qu'il projetait : The Eagle, the Jaguar and the Serpent, dans lequel il exposait ses théories sur les contacts transcontinentaux entre l'Asie et l'Amérique précolombienne, qui furent reçues avec un certain scepticisme. Il publia le second volume, The Indian Art of Mexico and Central America en 1957.
Par suite de son décès, la troisième partie ne vit jamais le jour.